# Євген Каск
Євген Каск (швед. Eugen Kask, нар. 18 січня 1918 р. Київ — пом. 11 травня 1998 р. Віммербю) — естонсько-шведський художник родом з Києва.
Народився в сім'ї архітектора Кріст'яна Каска та Марії Ласс. Також мав брата художника-карикатуриста Льва Каска (швед. Leo Kask). У 1948 році одружився з телефоністкою Карін Інгер Лісабет Стенстрем.
1938 року отримав загальну освіту в Таллінні, після чого поїхав вивчати архітектуру до Варшавського університету, також навчався живопису і скульптурі в Академії мистецтв у місті Тарту у 1940—1943 роках. 1944 року виїхав до Швеції як біженець. Там він зміг створити власні виставки, зокрема в Буросі, Уппсалі та Ульрісегамні. 1945 року брав участь у виставках колекцій в Карлстаді, а за рік виставлявся в Художній галереї ім. Карла Фредріка Ліл'євальча на музейному острові Юргорден у Стокгольмі. 1955 року мав виставку в Ульрісегамні.
В основному його мистецтво складається з пейзажів, образних композицій, портретів, а також Євген Каск мав інтерес до малювання тварин на вугіллі, нафті або пастелі.
Каск також був ювеліром на фірмі ювелірів B Milton у Віммербю.